# Université Hassiba-Benbouali de Chlef
L'université Hassiba-Benbouali de Chlef (en arabe : جامعة حسيبة بن بوعلي بالشلف), est une université publique algérienne située à Chlef, dans le nord ouest du pays. Fondée en 2001, elle porte le nom de Hassiba Ben Bouali, une militante nationaliste, morte durant la Guerre d'Algérie.
Cette université accueille aujourd'hui[Quand ?] près de 26 000 étudiants, qui sont répartis dans neuf facultés et un institut, avec 75 spécialités en cycle premier (LMD) et  près de 112 spécialités en cycle Master. Le corps enseignant est constitué de 1 083 professeurs, et le corps personnel est de 1 195 fonctionnaires.

## Historique

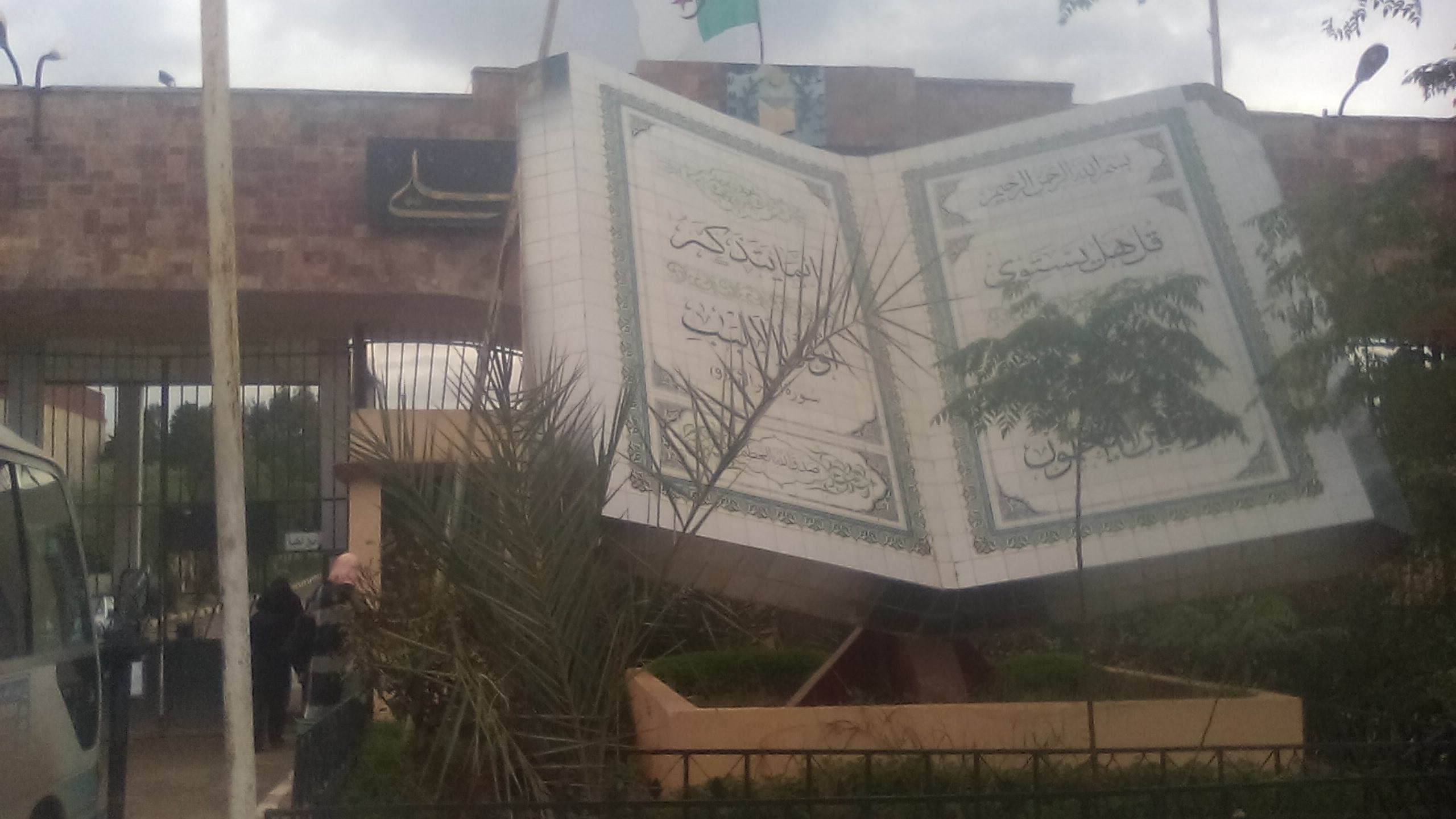
Uhbchlef (ancienne)

### Création
Tout a commencé, durant l’année universitaire 1983/1984, avec la création de l’Institut national d’enseignement supérieur de Génie civil (INES-GC) qui recensait 144 étudiants inscrits. L'Institut national garantit la formation du tronc commun de technologie et d'ingénieur d'État en génie civil.
Durant l’année universitaire 1986/1987, deux nouveaux instituts nationaux d’enseignement supérieur (Hydraulique et Agronomie), ont été ouverts officiellement, ce qui coïncide aussi avec la réception des infrastructures des INES, avec des équipements pédagogiques orientés aux différents ateliers et laboratoires.
Depuis 1988, d’autres filières de formation ont été ouvertes, comme :
- Génie mécanique.
- Électrotechnique.
- Informatique de gestion.
- Comptabilité et fiscalité, , etc.

En 1992, les INES de Chlef, ont été regroupés sous la gouvernance d’une seule direction, et cela par la création du Centre universitaire de Chlef, une occasion qui a donné l’ouverture à d’autres filières comme :
- Sciences économiques.
- Sciences de gestion.
- Sciences juridiques et administratives.
- Littérature arabe.
- Génie des procédés.
- Informatique.
- Sciences de la nature et de la vie.
- Biologie.

En 2001, le Centre universitaire est devenu une Université , qui se composait de trois facultés :
- Faculté des Sciences et Sciences de l’Ingénieur.
- Faculté des sciences de la terre et des sciences agronomiques.
- Faculté des sciences humaines et des sciences sociales.

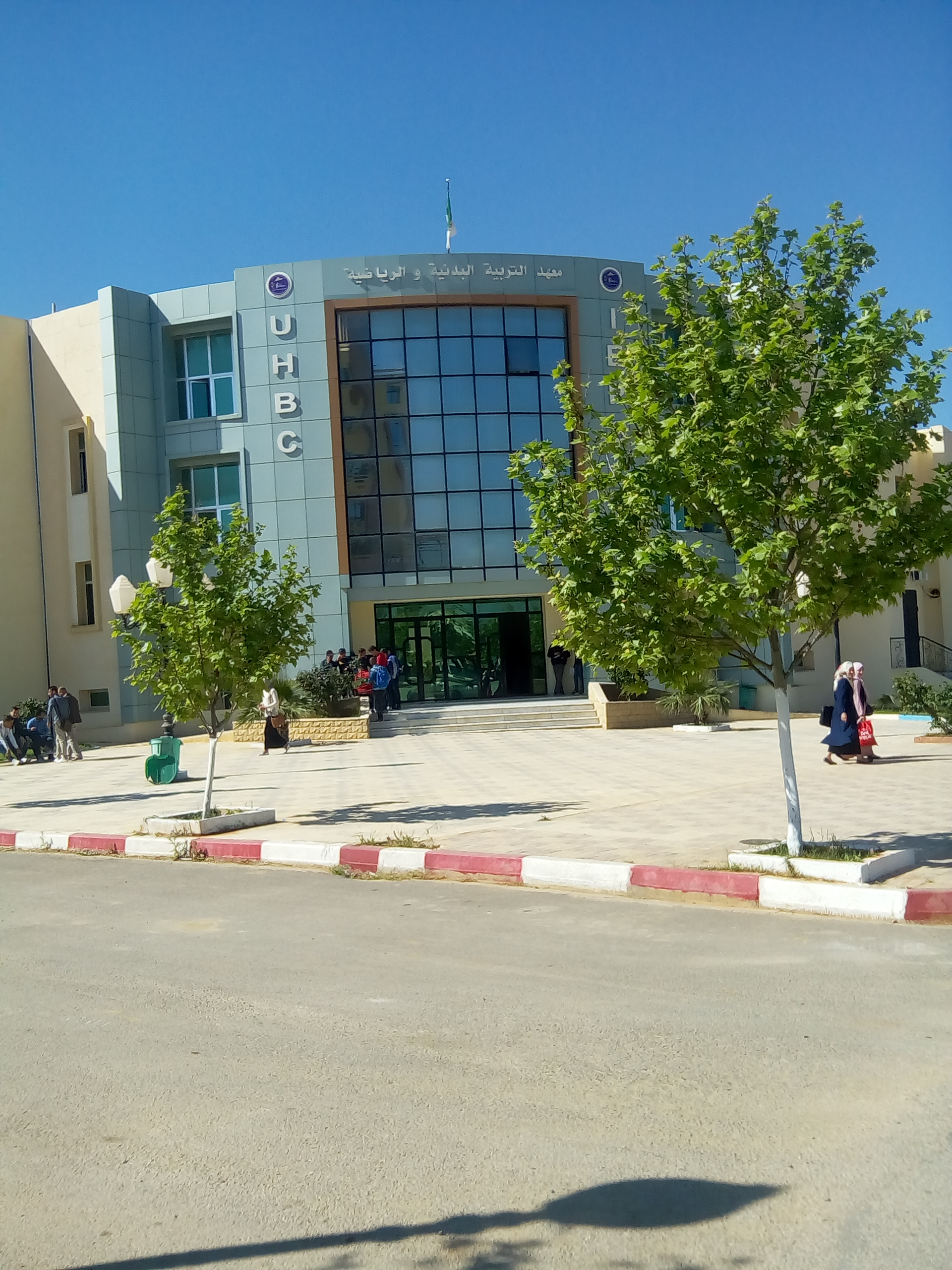
Département de sports

En 2006 avec la restructuration de l’Université de Chlef, avec cinq facultés et un Institut :
- Faculté des Sciences et Sciences de l’Ingénieur.
- Faculté des Sciences Agronomiques et Sciences Biologiques.
- Faculté des Sciences Économiques et Sciences de Gestion.
- Faculté des Sciences Juridiques et Administratives.
- Faculté des Lettres et Langues.
- Institut de l’Éducation Physique et Sportive.

Dès l’année universitaire 2007/2008, l’Université a ouvert deux nouveaux domaines dans le système LMD à savoir:
- Droit et Sciences politiques.
- Sciences humaines.

Ensuite, l'Université a procédé, en 2008/2009, au master avec l’ouverture de plusieurs spécialités :
- Sciences et Technologie.
- Génie des procédés.
- Sciences de la nature et de la vie.
- Biologie de la reproduction.
- Eau et environnement.
- Nutrition humaine.
- Sciences alimentaires.

Avec la rentrée universitaire 2009/2010, la faculté des Langues et des Lettres a intégré deux nouveaux domaines celui de :
- Langue et littérature arabe : 
  - Langue fonctionnelle.
- Sciences sociales :
  - Sociologie
  - Criminologie.

La formation en master de l'université, a bénéficié  de différentes options dans les domaines suivants: 
- Sciences et technologie,
- Sciences de la nature et de la vie,
- Sciences économiques, de gestion et sciences commerciales,
- Sciences et technologies des activités physiques et sportives.

Il faut préciser aussi, que la rentrée universitaire 2010/2011, a connu la généralisation du système LMD au niveau de toutes les facultés ainsi que la restructuration de l’université en sept facultés et deux instituts:
- Faculté de Technologie.
- Faculté de Sciences.
- Faculté des Lettres et des Langues.
- Faculté des Sciences humaines et sociales.
- Faculté de génie civil et d'architecture.
- Faculté des Sciences économiques, commerciales et Sciences de gestion.
- Faculté de Droit et Sciences politiques.
- Institut des Sciences agronomiques.
- Institut d’éducation physique et sportive.

L'UHBC a connu aussi la création du 4e Vice-rectorat chargé du 3e cycle, l’habilitation universitaire, la recherche scientifique et l’enseignement supérieur en post-graduation, ce qui lui a donné le classement (A).
Avec la rentrée de L'année universitaire 2016/2017, l'UHBC regroupe neuf facultés et un institut:
- Faculté de Technologie.
- Faculté des Sciences Exactes et Informatique
- Faculté des Lettres et des Arts
- Faculté des Langues Étrangères.
- Faculté des Sciences Humaines et Sociales.
- Faculté de Génie civil et d'architecture.
- Faculté des Sciences Économiques, Commerciales et Sciences de Gestion.
- Faculté de Droits et Sciences Politiques.
- Faculté des Sciences de la Nature et de la Vie.
- Institut d’éducation physique et sportive.

### Récteurs
| Récteurs              | Dates de mandat |
| --------------------- | --------------- |
| Pr Kadri Abdelkader   | 1990 - 2000     |
| Pr Ouagued Abdellah   | 2000 - 2005     |
| Pr Benseddik Mustapha | 2005 - 2014     |
| Pr Bendoukha Rabeh    | 2014 - 2015     |
| Pr Hocine Abdelkader  | 2016 - 2017     |
| Pr Labassi Abdellah   | 2017 - en cours |

## Vice-rectorats

### Vice-rectorat de la Formation supérieure des premier et deuxième cycles, la Formation continue et les diplômes, et la Formation supérieure de graduation
Vice-rectorat de la formation supérieure des premier et deuxième cycles, la formation continue et les diplômes, et la formation supérieure de graduation est chargé d':
- accomplir les questions liées aux avancements des enseignements et des stages organisés par l’université,
- assister aux application de la réglementation en matière d’inscription, de réinscription, de contrôle des connaissance et de progressions des étudiants,
- accomplir les actions de formation à distance assurées par l’université et promouvoir les actions de formation continue,
- assister aux application de la réglementation et de la procédure en vigueur en matière de délivrance de diplômes et équivalences,
- garantir l'organisation et la mises à jour du fichier nominatif des étudiants.

Il est composé des services suivants :
- Service des enseignements, des stages et de l’évaluation,
- Service de la formation continue,
- Service des diplômes et des équivalences.

### Vice-rectorat de la Formation supérieure du troisième cycle, l’habilitation universitaire, la recherche scientifiques et la Formation supérieure de post–graduation
Le Vice-rectorat de la Formation supérieure de troisième cycle, l’habilitation universitaire, la recherche scientifiques et la Formation supérieure de post-graduation est chargé de :
- Suivre les activités de recherche et élaborer le bilan, pour les unités et laboratoires de recherche, en coordination avec les facultés et instituts,
- Valorisation des résultats de la recherche,
- Promouvoir les relations de l’université avec son environnement socio-économique et initier des programmes de partenariat,
- Initier  des échanges inter universitaires et de coopération dans les domaines de l’enseignement et de la recherche,
- Le suivi des programmes de perfectionnement et de recyclage des enseignants et veiller à leur cohérence.

### Vice-rectorat de relations extérieurs, la coopération, l’animation et la communication et les manifestations scientifiques
Le Vice-rectorat des relations extérieures, de la coopération, de l’animation et de la communication et des manifestations scientifiques est chargé de :
- Promouvoir les relations de l’université avec son environnement socio-économique et d’initier des programmes de partenariat.
- Initier toute action de promotion des échanges inter universitaires et de la coopération dans les domaines de l’enseignement et de la recherche.
- Mener des actions d’animation et de communication.
- Organiser et promouvoir les manifestations scientifiques.
- Assurer le suivi des programmes de perfectionnement et de recyclage des enseignants et veiller à leur cohérence.

### Vice-rectorat du développement, de la prospective et de l’orientation
Le vice-rectorat du développement de la prospective et de l’orientation est un service centralisé de l’universitéchargé de :
- La planification, l’inscription et le suivi des programmes de construction et d’équipements (construction de structures d’accueil, acquisition des équipements scientifiques pour les différents départements et laboratoires de recherche) et procède à la collecte des données statistiques de l’université.
- Construction de structures d’accueil, acquisition des équipements scientifiques pour les différents départements et laboratoires de recherche.
- L’élaboration des projets de plans de développement de l’université ;
- Étude prospective sur les prévisions d’évolution des effectifs étudiants de l’université et proposer toute mesure pour leur prise en charge, notamment en matière d’évolution d’encadrement pédagogique et administratif ;
- Tenir le fichier statistique de l’université en veillant à sa mise à jour périodique ;
- L’élaboration de tout support d’information sur les cursus d’enseignement assurés par l’université et leurs débouchés professionnels ;
- Mettre à la disposition des étudiants toute information pour les aider dans leur choix d’orientation ;
- Suivre les programmes de construction et assurer la mise en œuvre des programmes d’équipement de l’université en relation avec les services concernés.

## Secrétariat général
Le secrétariat général comprend:
- La sous-direction des personnels et de la formation,
- La sous-direction du budget et de la comptabilité,
- La sous-direction des moyens et de la maintenance,
- La sous-direction des activités scientifiques, culturelles et sportives,
- Les services communs de l’université.

## Facultés et localisation
- Faculté de Technologie (FT)
- Faculté des Lettres et des Arts (FLA)
- Faculté des Langues Étrangères (FLE)
- Faculté de Droit et Science Politique (FDSP)
- Faculté de Génie civil et d'architecture (FGCA)
- Faculté des Sciences Humaines et Sociales (FSHS)
- Faculté des Sciences Exactes et Informatique (FSEI)
- Faculté des Sciences de la Nature et de la Vie (FSNV)
- Faculté des Sciences Économiques, commerciales et des sciences de gestion (FSECSG)
- Institut d’Éducation Physique et Sportive (IEPS)
- Institut des Sciences et Techniques de la Mer[16]

## Pôle universitaire d'Ouled Fares

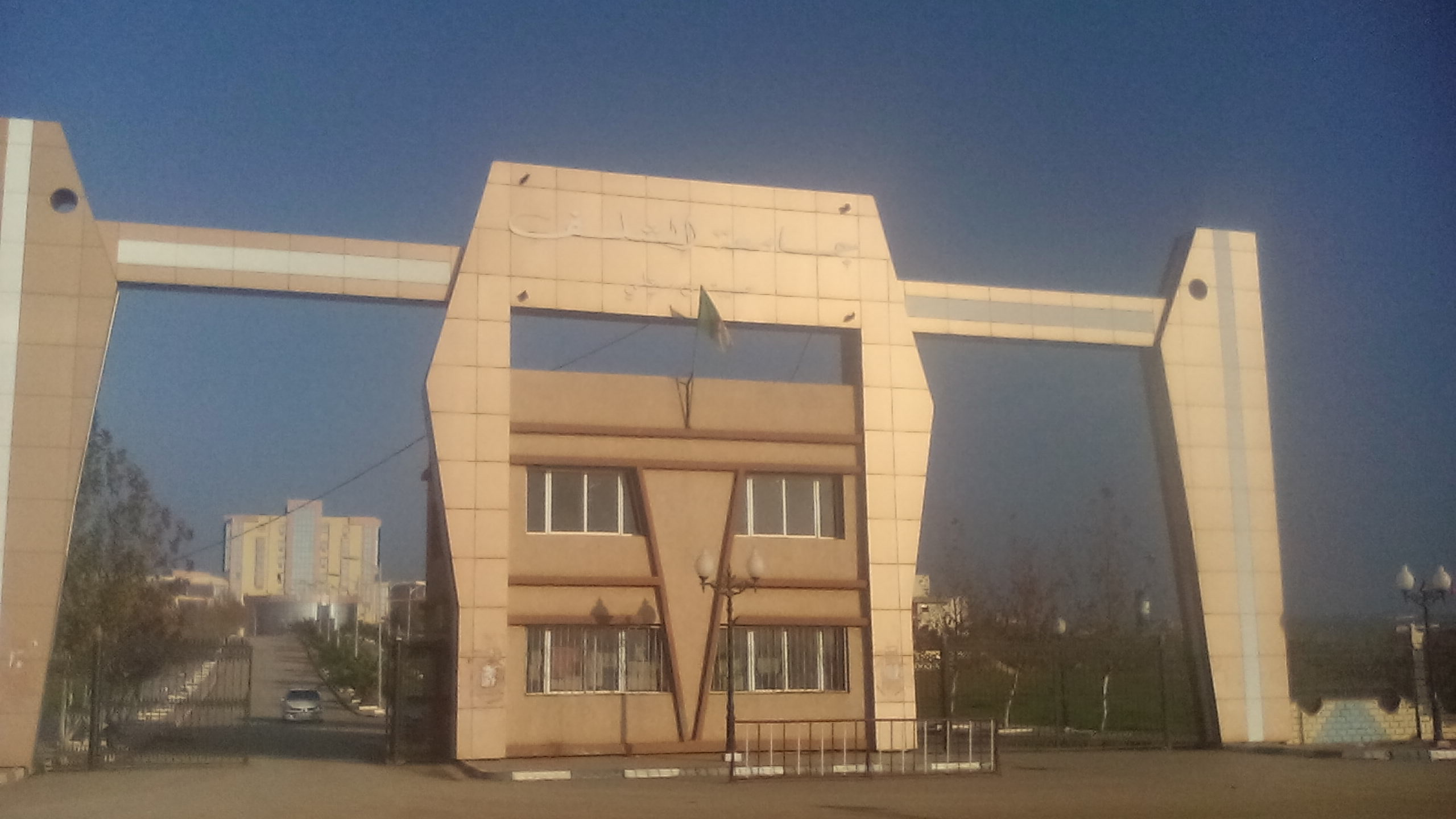
Pôle universitaire d'Ouled Fares

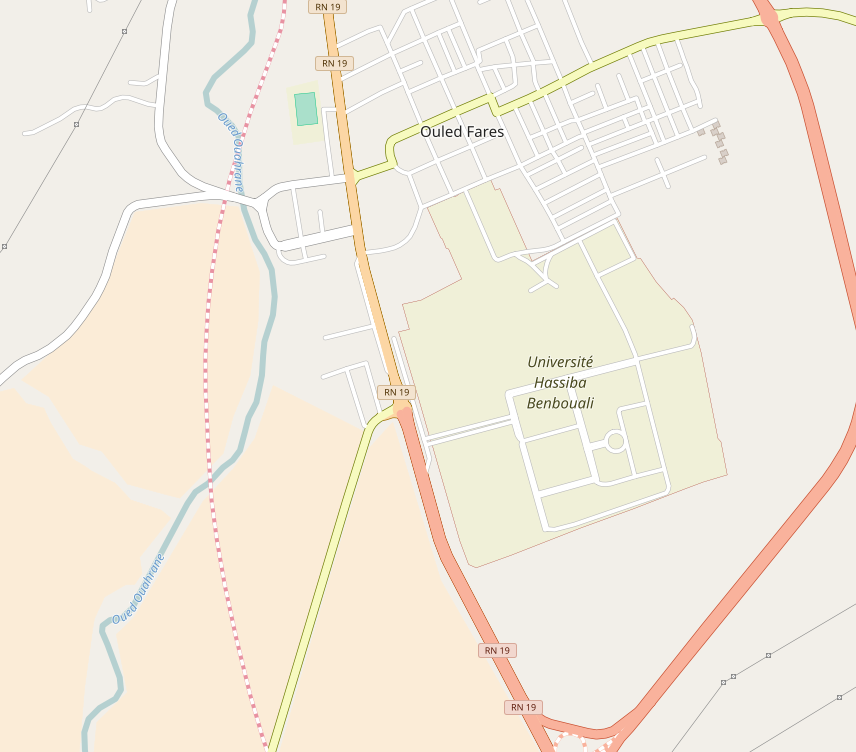
Pôle universitaire Hassiba Benbouali de Chlef

Le Pôle universitaire d'Ouled Fares a ouvert ses portes durant l'année universitaire 2007/2008, situé à une quinzaine de km au Nord de la Wilaya de Chlef , relève de l'université Hassiba Benbouali de Chlef.
Il regroupe aujourd'hui six facultés et un institut qui sont :
- Faculté des Lettres et des Arts (FLA)
- Faculté des Langues Étrangères (FLE)
- Faculté de Génie civil et d'Architecture (FGCA)
- Faculté des Sciences Humaines et Sociales (FSHS)
- Faculté des Sciences Exactes et Informatique (FSEI)
- Faculté des Sciences de la Nature et de la Vie (FSNV)
- Institut d'Éducation Physique et Sportive (IEPS)

## Pôle universitaire d'El Hassania
Le nouveau Pôle Universitaire d'El Hassania en cours de réalisation, situant à la sortie ouest de Chlef, sur une superficie de 80 hectares. Cet espace servira à la création d'un nouveau campus qui abritera probablement la faculté de médecine, sachant qu'il se trouve à quelques encablures seulement de l'hôpital de 240 lits.
La capacité en est de 6 000 places places pédagogiques et 3 500 lits lits en plus d'autres infrastructures.

## Personnel
L'effectif de personnel en 2015 été de 1195 : 
| Grade              | Nombre |
| ------------------ | ------ |
| Conception (11+)   | 266    |
| Application (9;10) | 322    |
| Maîtrise (7;8)     | 45     |
| Exécution (6)      | 562    |

## Enseignants et projets de recherche

### Enseignement
En 2015/2016, l'effectif des enseignants à l'UHBC est 1 083 réparti comme suit:
| Grade                         | Nombre |
| ----------------------------- | ------ |
| Professeur                    | 41     |
| Maître de conférence classe A | 129    |
| Maître de conférence classe B | 161    |
| Maître-assistant classe A     | 544    |
| Maître-assistant classe B     | 206    |
| Assistant                     | 2      |

### Laboratoires de recherche
L'université dispose de laboratoires de recherche qui participent à la mission de partage de connaissances, notamment en relation avec l’univers professionnel, et en contribuant aux programmes d’enseignement. Ils sont impliqués dans plus de 90 projets de recherche.
L’université Hassiba Benbouali de Chlef dispose de 25 laboratoires de recherche:

- Production et protection des cultures dans la région de Chlef[21]
- Sciences des matériaux et environnement [22]
- La mondialisation et ses retombées sur les économies des pays nord-africains et études de la possibilité de construire une union nord-africaine [23]
- Eau et environnement [24]
- Physique théorique et physique des matériaux [25]
- Bio-ressources naturelles locales [26]
- Les systèmes financiers et bancaires et les politiques macroéconomiques face aux fluctuations internationales [27]
- Théorie de la langue fonctionnelle [28]
- Mécanique et énergétique[29].
- Génie électrique et énergies renouvelables[30]
- Chimie végétale-eau-énergie [31]
- Rhéologie et mécanique[32].
- Géomatériaux[33]
- Développement de la compétitivité des PME algériennes dans les industries locales de substitution [34]
- Réforme des politiques arabe sous contraintes de la mondialisation [35]
- Innovation et performance motrice[36].
- Contrôles, Essais, Mesures et Simulations Mécaniques [37]
- Biologie Moléculaire, Génomique et Bioinformatique [38]
- Mathématiques et Applications [39]
- APS, Société, Education et Santé [40]
- Didactique des langues et analyse du discours [41]
- Société, problèmes du développement local en Algérie [42]
- Droit et Sécurité Humanitaire [43]
- Droit Privé Comparé [44]
- Structures, Géotechniques et Risques [45]

### Revues
L'UHBC, dispose de plusieurs revues qui ont la mission de publier le savoir et d'enrichir la connaissance scientifique:
- Revue d'économie et de finance
- Revue des études en développement et société
- Leadership dans les économies des affaires
- Joussour Al Maarifa
- Revue de la langue fonctionnelle
- Revue Académique des Études Sociales et Humaines
- Nature & Technologie

## Vie étudiante
L’Université Hassiba Benbouali, regroupe sur un site unique tous les types d’activités : Pédagogiques, scientifiques et associatives. 
- En Sport : plus de 40 créneaux de pratiques sportives (féminins et masculins), ces activités différentes sont des activités traditionnelles comme (sports collectifs, athlétisme,).
- Campus : plus de 10 618 étudiants résidents dans l’une des 6 résidences universitaires sur le campus.
- Les restaurants universitaires: 7 restaurants universitaires d’une capacité d’accueil de 3 980 places.
- Transport : 107 bus pour 10 097 abonnés ainsi que le train pour 809 abonnés.
- Médias de Campus[48]:
  - Revue Affak el Ouancheris
  - La dépêche de l’université
  - Revue Académique des Études Sociales et Humaines
  - Revue Nature & Technologie
  - Revue des économies nord africaines
  - Web TV
  - Web Radio

### Étudiants et diplômés

#### Étudiants
En 2011, le nombre d’étudiants inscritsà l’UHBC été de 23 207 étudiants, dont 15 829 inscrits dans le système LMD et 2 703 étudiants inscrits au Master et 4 676 au système classique.
En 2016, les effectifs des étudiants en graduation est de 25 814 étudiants, répartis comme suit:
| Faculté                                   | Licence | Master |
| ----------------------------------------- | ------- | ------ |
| Faculté de Technologie                    | 2 225   | 546    |
| Faculté de Génie civil et d'Architecture  | 660     | 740    |
| Faculté des Sciences                      | 3 482   | 1 291  |
| Faculté des Sciences Economiques          | 2 642   | 1 347  |
| Faculté des Lettres et des Langues        | 3 247   | 1 289  |
| Faculté des Sciences Humaines et Sociales | 3 035   | 1 427  |
| Faculté de Droit et Science Politique     | 1 531   | 277    |
| Institut des Sciences Agronomiques        | 204     | 838    |
| Institut d'Éducation Physique et Sportive | 644     | 389    |
| Total                                     | 17 670  | 8 144  |

Et l'effectif des étudiants en post-graduation est de 761 :
| Faculté                                   | École Doctorale | Doctorat LMD | Doctorat Classique |
| ----------------------------------------- | --------------- | ------------ | ------------------ |
| Faculté de Technologie                    | 6               | 48           | 76                 |
| Faculté de Génie civil et d'Architecture  | -               | 30           | 80                 |
| Faculté des Sciences                      | -               | 63           | 16                 |
| Faculté des Sciences Économiques          | -               | 77           | 172                |
| Faculté des Lettres et des Langues        | -               | 48           | 26                 |
| Faculté des Sciences Humaines et Sociales | -               | 27           | -                  |
| Faculté de Droit et Science Politique     | -               | 7            | 8                  |
| Institut des Sciences Agronomiques        | -               | -            | 38                 |
| Institut d'Éducation Physique et Sportive | -               | 42           | -                  |
| Total                                     | 6               | 342          | 416                |

#### Diplômés
Le nombre de diplômés en graduation pour l’année 2011 était de 5 555 diplômés.
Diplômés en Graduation 2011 :
| Système   | Diplômés |
| --------- | -------- |
| Classique | 3 186    |
| LMD       | 1 842    |
| Master    | 527      |

Quant aux diplômés en post-graduation le nombre était de 55 répartis comme suit :
| Système              | Diplômés |
| -------------------- | -------- |
| Magister             | 38       |
| École doctorale      | 16       |
| Doctorat Décret 1998 | 1        |

### Évolution démographique de la population universitaire
| Année | Personnes |
| ----- | --------- |
| 1983  | 0144      |
| 2001  | 07 711    |
| 2004  | 18 357    |
| 2011  | 23 207    |
| 2016  | 25 814    |

## Bibliothèque centrale
La Bibliothèque universitaire (BU) de l'université Hassiba-Benbouali de Chlef a été créée en 1998, le fonds documentaire  se compose de différents types de supports :
- 33 292 ouvrages ;
- 3 881 thèses et mémoires ;
- 89 polycopiés ;
- 53 cartes topographiques ;
- les abonnements.

## Partenariats

### Partenariats nationaux
Actuellement l'Université a des accords de coopération au niveau national dans plus de 18 accords.
- L’Académie militaire interarmes de Cherchell (AMIA),
- Le Centre National de l’Insémination Artificielle et de l’Amélioration Génétique,
- L’Université d’Alger 3,
- Société de Constructions Préfabriquées, SOPREC-Chlef,
- Université Larbi Ben M’Hidi d’Oum El Bouaghi,
- Office National de la Météorologie-Alger,
- Entreprise des Ciments & Dérivés de Chlef (ECDE),
- L’université d’Alger 1 Benyoucef Benkhedda,
- Fipexplast (Groupe ENPC –Chlef),
- Ceimi / Club des Entrepreneurs et Industriels de la Mitidja,
- Entreprise Nationale des Services Aux Puits (ENSP),
- École Polytechnique d’Architecture et d’Urbanisme (EPAU) d’Alger,
- Conservation des forêts de la wilaya de Chlef,
- Le Groupe Saidal (Alger),
- Office du parc omnisports (Chlef),
- Société Algérienne de l’Électricité et du Gaz (SONELGAZ),
- Université Abou Bekr Belkaid Tlemcen,
- L’Agence Nationale de Soutien à l’Emploi des Jeunes (ANSEJ),
- Centre Universitaire de Tamanrasset,
- Université Amar Telidji de Laghouat.

### Partenariats internationaux
L'Université a 36 conventions de coopération avec plus de 35 universités dans 14 pays :
- France
  - Institut du Droit International des Transports et de la Logistique
  - Université Montpellier-II Sciences et Techniques
  - Université de Lorraine
  - Université de Poitiers
  - Université Jean-Monnet-Saint-Étienne
  - Institut Euro-méditerranéen en science du risque
  - Université Paris-Descartes
  - École nationale d'ingénieurs de Metz
  - Université polytechnique des Hauts-de-France
- Italie
  - The Institute of Membrane Technology
  - Institut Agronomique Méditerranéen de Bari
  - Université Guglielmo-Marconi
  - Université de Foggia
- Allemagne
  - Université de la Ruhr à Bochum
  - Université de science appliquée de Karlsruhe
- Maroc
  - Université Sidi Mohamed Ben Abdellah à Fès
  - Université Mohammed Ier d’Oujda
- Tunisie
  - Université de Gafsa Centre Technique des Agrumes
  - Université de Sfax
- Syrie
  - Université d’El-Fourat
  - Université Al-Baath
  - Université d'Alep
  - Université de Damas
  - Université de Techrine
- Ukraine
  - Kirovograd State Pedagogical University
  - Crimean University for the Humanities
- Royaume-Uni
  - Université de Southampton
- Canada
- Université du Québec à Trois-Rivières
- Grèce
  - Centre for Research and Technology -Hellas
- Portugal
  - Polytechnic Institute of Bragança
- Serbie
  - Université de Belgrade
- Turquie
  - université de Sakarya
- Inde
  - Université Jawaharlal-Nehru